# Pierre Vaultier
Pierre Vaultier (Briançon, 24 juni 1987) is een Franse snowboarder. Hij vertegenwoordigde zijn vaderland op de Olympische Winterspelen 2006 in Turijn, op de Olympische Winterspelen 2010 in Vancouver, op de Olympische Winterspelen 2014 in Sotsji en op de Olympische Winterspelen 2018 in Pyeongchang.

## Carrière
Bij zijn wereldbekerdebuut, in september 2005 in Valle Nevado, scoorde Vaultier direct wereldbekerpunten, een dag later eindigde hij voor het eerst bij de top tien. Drie maanden na zijn debuut stond hij in Whistler voor het eerst op het podium van een wereldbekerwedstrijd. Op 17 maart 2007 boekte Vaultier in Stoneham zijn eerste wereldbekerzege. In de seizoenen 2007/2008 en 2009/2010 behaalde hij de eindzege in het wereldbekerklassement snowboardcross.
Op de FIS wereldkampioenschappen snowboarden 2007 in Arosa eindigde Vaultier op plaats 41, vier jaar later in La Molina eindigde hij als vijfde. Op de FIS wereldkampioenschappen snowboarden 2013 in Stoneham eindigde de Fransman op de vierde plaats. Op de FIS wereldkampioenschappen snowboarden 2017 in de Spaanse Sierra Nevada veroverde Vaultier de wereldtitel op de snowboardcross.
Tijdens de Olympische Winterspelen van 2006 in Turijn eindigde Vaultier op de vijfendertigste plaats, in Vancouver (2010) eindigde de Fransman op de negende plaats. Op de Olympische Winterspelen van 2014 in Sotsji werd hij olympisch kampioen snowboardcross. Vier jaar later prolongeert hij zijn Olympische titel in Pyeongchang.

## Resultaten

### Olympische Winterspelen
| Jaar | Plaats      | Resultaten         |
| ---- | ----------- | ------------------ |
| 2006 | Turijn      | 35e Snowboardcross |
| 2010 | Vancouver   | 9e Snowboardcross  |
| 2014 | Sotsji      | Snowboardcross     |
| 2018 | Pyeongchang | Snowboardcross     |

### Wereldkampioenschappen
| Jaar | Plaats        | Resultaten         |
| ---- | ------------- | ------------------ |
| 2007 | Arosa         | 41e Snowboardcross |
| 2011 | La Molina     | 5e Snowboardcross  |
| 2013 | Stoneham      | 4e Snowboardcross  |
| 2015 | Kreischberg   | 14e Snowboardcross |
| 2017 | Sierra Nevada | Snowboardcross     |

### Wereldbeker
Eindklasseringen
| Seizoen   | Algm   | SBX    |
| --------- | ------ | ------ |
| 2005/2006 | 49e    | 13e    |
| 2006/2007 | 35e    | Brons  |
| 2007/2008 | Brons  | Goud   |
| 2008/2009 | 69e    | 21e    |
| 2009/2010 | Zilver | Goud   |
| 2010/2011 | 6e     | Zilver |
| 2011/2012 | –      | Goud   |
| 2012/2013 | –      | 9e     |
| 2013/2014 | –      | 55e    |
| 2014/2015 | –      | 14e    |
| 2015/2016 | –      | Goud   |
| 2016/2017 | –      | Goud   |
| 2017/2018 | –      | Goud   |

Wereldbekerzeges
| Datum             | Plaats        | Onderdeel      |
| ----------------- | ------------- | -------------- |
| 17 maart 2007     | Stoneham      | Snowboardcross |
| 29 september 2007 | Valle Nevado  | Snowboardcross |
| 15 februari 2008  | Sungwoo       | Snowboardcross |
| 7 maart 2008      | Stoneham      | Snowboardcross |
| 13 september 2008 | Chapelco      | Snowboardcross |
| 12 september 2009 | Chapelco      | Snowboardcross |
| 19 december 2009  | Telluride     | Snowboardcross |
| 15 januari 2010   | Veysonnaz     | Snowboardcross |
| 21 januari 2010   | Stoneham      | Snowboardcross |
| 19 maart 2010     | La Molina     | Snowboardcross |
| 17 december 2010  | Telluride     | Snowboardcross |
| 16 december 2011  | Telluride     | Snowboardcross |
| 8 februari 2012   | Blue Mountain | Snowboardcross |
| 21 februari 2012  | Stoneham      | Snowboardcross |
| 21 maart 2013     | Sierra Nevada | Snowboardcross |
| 24 januari 2016   | Feldberg      | Snowboardcross |
| 21 februari 2016  | Sunny Valley  | Snowboardcross |
| 11 februari 2017  | Feldberg      | Snowboardcross |
| 5 maart 2017      | La Molina     | Snowboardcross |
| 25 maart 2017     | Veysonnaz     | Snowboardcross |
| 27 januari 2018   | Bansko        | Snowboardcross |
| 4 februari 2018   | Feldberg      | Snowboardcross |